# ديون غرانت
ديون غرانت (بالإنجليزية: Deon Grant)‏ هو لاعب كرة قدم أمريكية أمريكي، ولد في 14 مارس 1979 في أوغستا في الولايات المتحدة.

## وصلات خارجية
- ديون غرانت على موقع مرجع كرة القدم المحترفة.كوم (الإنجليزية)